# Franz Meyer
Franz Simon Meyer (Rastatt, en Baden-Württemberg, 3 de diciembre de 1799 - †ib. 23 de mayo de 1871) fue un comerciante, banquero y diarista alemán. Es famoso por haber escrito un extensísimo Tag und Familienbuch / Diario y Libro de familia manuscrito entre 1816 y 1871, el mismo año de su fallecimiento, que abarca unas mil quinientas páginas de texto. Es una fuente importante para la economía regional y la historia de las costumbres y la cultura en general en la Alemania del siglo XIX.

## Biografía
Su familia lejana emigró en el siglo XVIII desde Saboya y el Tirol a Alemania. Fue el único hijo que les sobrevivió a sus padres, de confesión católica. Primero lo educó su madre, luego un tutor en casa y por último se formó en el liceo de Rastatt. Su abuelo paterno poseía una tienda; su padre ya era banquero. Empezó a trabajar desde pequeño en la tienda familiar y también ayudando a su padre. 
Tras la fuga de Napoleón desde la isla de Elba, su padre, monárquico y que había acogido a emigrados franceses de la Revolución, inquieto por lo que podía sobrevenir, decidió enviarlo a un internado suizo en Saint Blaise (Neuchâtel), donde aprendió bien el francés y las disciplinas propias del comercio y desde donde hizo un pequeño viaje a Milán. 
En 1817 volvió a Rastatt y amplió y diversificó el negocio de su padre, cuyo control además llegó a asumir. Por otra parte emprendió un viaje educativo a París (1820-1821), donde trabajó en la empresa "Schlumberger et Javal frères", y después marchó a Londres y al norte de Inglaterra, más específicamente a los centros industriales de Midlands (Birmingham, Mánchester, Sheffield, Liverpool, 1821); incluso bajó a una mina y participó en la cacería del zorro. 
Le gustaba mucho cantar y su escritura está llena de citas de Schiller. Entre 1830 y 1831 fundó el primer banco de Baden-Baden y se convirtió en uno de los principales financieros de la región. Contribuyó decisivamente a que dicha localidad se convirtiera en una importante ciudad balneario, y documentó con detalle en sus diarios esta transformación, y en especial el asedio de Rastatt entre 1848 y 1849 y los juicios y las ejecuciones en Baden-Baden por la Revolución de 1848. En 1853 Meyer fundó además el "Hogar para niños Meyer Margarethen" de Rastatt. Tras su muerte su banco se iría transformando con el tiempo en el actual Deutsche Bank.

## Obra
Franz Meyer comenzó su Diario, compañero de casi toda su vida, con un informe sobre un viaje a Milán que hizo con sus condiscípulos del internado suizo, cuando contaba apenas dieciséis años. Tras un lapso de cuatro años lo retomó contando retrospectivamente su pasado regreso a Neuchâtel y más tarde a Rastatt, su estancia de un año en París y los eventos más importantes desde entonces. Sus notas sobre el viaje a Londres y el norte de Inglaterra ya las hizo en 1821 durante su propia estancia allí. También narró y describió cuanto vio en los caminos de su viaje. Pero después de regresar a Rastatt en 1822 comenzó a escribir este diario en forma de anuario: informes retrospectivos de lo acontecido cada año redactados posteriormente. Incluye cartas, facturas, poemas, dibujos, acuarelas, retratos. Se centraba en los eventos políticos de nivel internacional, nacional y regional, en los negocios y, por último, en los asuntos familiares. Entre 1822 y su muerte en 1871 Meyer solo interrumpió este ritmo continuo de escritura raramente, dejando una documentación casi completa de todos los procesos comerciales, políticos, sociales, culturales y familiares que de alguna forma le tocaban, afectaban o incumbían durante un periodo de más de cincuenta años.
Como fuente histórica, los anuarios de Meyer proporcionan información sobre gran variedad de aspectos del siglo XIX como la historia política, económica y bancaria, la historia de las ideas y de la cultura, las costumbres de la clase media, la historia cotidiana y de la comunicación y la no menos importante de la medicina, desde la época Biedermeier hasta los inicios del conflicto francoprusiano. Estos anuarios debían ser publicados en tres volúmenes por Sebastian Diziol, de los cuales solo han salido los dos primeros.

## Ediciones de sus escritos
- Die ganze Geschichte meines gleichgültigen Lebens. Bd. 1 1816–1828. Die Jugendjahre des Franz Simon Meyer. Ed. de Sebastian Diziol. Kiel: Solivagus Praeteritum, 2016.
- Die ganze Geschichte meines gleichgültigen Lebens. Bd. 2 1829–1849. Franz Simon Meyer in Zeiten der Revolution. Ed. de Sebastian Diziol. Kiel: Solivagus Praeteritum, 2017.